# Ipojuca (rivier)
De Ipojuca (uit het Tupi: "Zwart water") is een rivier in de Braziliaanse deelstaat Pernambuco.

## Stroomgebied
De rivier ontspringt in de bergketen Serra das Porteiras, tussen de dorpen Pedreiras en Lagoa in de gemeente Arcoverde. Vandaar stroomt ze in oostelijke richting tot aan de plaats Chã Grande, waar ze afbuigt naar het zuidoosten. Even ten zuiden van de haven van Suape komt ze uit in de Atlantische Oceaan. Door de aanleg van deze haven is haar monding sterk veranderd.
De hogere delen van de Ipojuca stromen door de Veelhoek van de Droogte, en staat dan ook een deel van het jaar droog. Stroomafwaarts vanaf Caruaru bevat de rivier het hele jaar water.
De rivier stroomt door de volgende plaatsen:
| - Bezerros - Caruaru - Escada - Chã Grande - Gravatá |  | - Ipojuca - Primavera - São Caetano - Tacaimbó |

## Vervuiling
De rivier wordt vervuild door het afval van de plaatsen waar ze doorheen stroomt, en door de agrarische industrie. Mede hierdoor is het een van de meest vervuilde rivieren van Brazilië.

## Zijrivieren
De belangrijkste zijrivieren zijn:
Rechteroever
- Riacho Liberal
- Riacho Taquara
- Riacho do Mel

Linkeroever
- Riacho do Coutinho
- Riacho dos Mocós
- Riacho do Muxoxo
- Riacho Pata Choca

## Stuwdammen
In de Ipojuca bevinden zich de volgende stuwdammen:
| Naam                 | Capaciteit (m³) | Gemeente    |
| -------------------- | --------------- | ----------- |
| Belo Jardim          | 30.740.000      | Belo Jardim |
| Duas Serras          | 2.032.289       | Poção       |
| Eng. Severino Guerra | 17.776.470      | Belo Jardim |
| Manuíno              | 2.021.000       | Bezerros    |
| Pão de Açúcar        | 41.140.000      | Pesqueira   |
| Taquara              | 1.100.000       | Caruaru     |